# Кониоло Басо (Алесандрија)
Кониоло Басо је насеље у Италији у округу Алесандрија, региону Пијемонт.
Према процени из 2011. у насељу је живело 73 становника. Насеље се налази на надморској висини од 213 м.